# Hittin' the Note
Hittin' the Note es un álbum de estudio de la banda de rock estadounidense The Allman Brothers Band, lanzado por Sanctuary Records en 2003. Es el primer álbum de estudio en el que participa el guitarrista Derek Trucks y el bajista Oteil Burbridge, además de marcar el retorno del guitarrista Warren Haynes a la banda. Fue el primer disco del grupo en el que no participó el guitarrista Dickey Betts.

## Lista de canciones
1. "Firing Line" (Gregg Allman, Warren Haynes) – 5:17
2. "High Cost of Low Living" (Gregg  Allman, Warren Haynes, Jeff Anders, Ronnie Burgin) – 7:52
3. "Desdemona" (Gregg Allman, Warren Haynes) – 9:20
4. "Woman Across the River" (Bettye Crutcher, Allen Jones) – 5:51
5. "Old Before My Time" (Gregg Allman, Warren Haynes) – 5:23
6. "Who to Believe" (Warren Haynes, John Jaworowicz) – 5:38
7. "Maydell" (Warren Haynes, Johnny Neel) – 4:35
8. "Rockin' Horse" (Gregg Allman, Warren Haynes, Allen Woody, Jack Pearson) – 7:23
9. "Heart of Stone" (Mick Jagger, Keith Richards) – 5:06
10. "Instrumental Illness" (Warren Haynes, Oteil Burbridge) – 12:17
11. "Old Friend" (Warren Haynes, Chris Anderson) – 6:12

## Créditos
- Gregg Allman: voz, teclados
- Butch Trucks: batería
- Jai Johanny Johanson: batería
- Warren Haynes: guitarra, guitarra slide
- Marc Quiñones: congas, percusión
- Oteil Burbridge: bajo
- Derek Trucks: guitarras